# Redbridge Viaduct
Der Redbridge Viaduct ist eine Eisenbahnbrücke zwischen den schottischen Ortschaften Galashiels und Tweedbank in den Scottish Borders. 2006 wurde das Bauwerk in die schottischen Denkmallisten in der Denkmalkategorie B aufgenommen. Die Brücke führte das im Jahre 1849 von der North British Railway eröffnete Teilstück von Edinburgh nach Hawick der späteren Waverley Line über den Tweed. Sie wurde um dieses Jahr fertiggestellt.

## Beschreibung
Der Mauerwerksviadukt überspannt den Tweed in Ost-West-Richtung mit fünf Bögen. Die drei mittleren Bögen reichen hierbei über die volle Höhe, während die äußeren Bögen am abschüssigen Ufer kleiner sind. Das Sandsteinmauerwerk ist an den Segmentbögen ausgemauert und bossiert. Die Pfeiler sind beidseitig mit halbrund hervortretenden Eisbrechern versehen. Die Sandsteinbrüstung schließt mit flachen Quadersteinen. Seit Aufgabe der Waverley Line im Jahre 1969 war der Redbridge Viaduct zunächst ungenutzt. Die Gleise wurden zwischenzeitlich rückgebaut und ein Fuß- und Radweg über die Brücke angelegt.
Im Zuge des Wiederaufbaus der Bahnstrecke erhielt die Brücke im Dezember 2014 wieder Gleise. Da die Strecke in diesem Abschnitt nur eingleisig wiederaufgebaut wurde, teilen sich Radfahrer und Fußgänger die Brücke mit der Bahn. Seit dem 6. September 2015 wird die Brücke wieder planmäßig von Zügen befahren.